# Cratere Tirawa
Tirawa è un cratere sulla superficie di Rea.